# Eyprepocnemis cinerea
Eyprepocnemis cinerea är en insektsart som först beskrevs av Blanchard 1853.  Eyprepocnemis cinerea ingår i släktet Eyprepocnemis och familjen gräshoppor. Inga underarter finns listade i Catalogue of Life.